# ConTEXT
ConTEXT is een freewareteksteditor voor softwareontwikkelaars. Het programma bevat allerlei opties, zoals syntaxiskleuring voor het bewerken van broncode van software, opmaaktalen of andere bestanden. Naast syntaxiskleuring voor bekende programmeer- en opmaaktalen beschikt ConTEXT ook over een eigen taal voor het definiëren van syntaxiskleuring voor andere bestandsformaten. Het programma is beschikbaar in vele talen.
Het programma heeft een regellengte van 4 kibibyte (4096) en men kan gebruikmaken van (eenvoudige) reguliere expressies. ConTEXT won de Pricelessware 2006 Award.

## Overname
De ontwikkelaar, Eden Kirin, van ConTEXT maakte op 7 september 2007 bekend dat hij het gehele project (de broncode van het programma, de website en de domeinnaam) wil verkopen. Hij overweegt ook het project onder een opensourcelicentie vrij te geven als er geen geschikte kopers zijn. Er is ook een project opgestart door gebruikers van ConTEXT om het project te kopen en vervolgens onder een opensourcelicentie vrij te geven.
In december 2007 werd bekend dat ConTEXT werd overgenomen door David Hadley na een fors hoger bod dan het degenen die het wilden overnemen om het opensourcesoftware te maken. Het programma blijft freeware en zal niet open source worden.